# Алтайська губернія
Алтайська губернія — губернія РРФСР, утворена 20 квітня 1917 з частини Томської губернії. Губернське місто — Барнаул. Увійшла до складу Сибірського краю 25 травня 1925.

## Адміністративно-територіальний поділ
Спочатку поділялася на 5 повітів:
- Барнаульський повіт;
- Бійський повіт;
- Змеїногірський повіт;
- Каменський повіт;
- Славгородський повіт.

У 1918 створено Кара-Корумський (Горно-Алтайський) повіт.
У 1920 створено Бухтарминський повіт, а Славгородський передано до Омської губернії.
У 1921 Бухтарминський повіт передано до Семипалатинської губернії, а Каменський повіт — до Ново-Николаєвскої губернії.
У 1922 Змеїногорський повіт перейменовано у Рубцовський повіт; Гірсько-Алтайський повіт перетворено у Ойротську АО й виведено зі складу Алтайської губернії.
У 1924 усі повіти поділено на райони.